# Dimophora fumipennis
Dimophora fumipennis är en stekelart som först beskrevs av Théobald 1937.  Dimophora fumipennis ingår i släktet Dimophora och familjen brokparasitsteklar. Inga underarter finns listade i Catalogue of Life.